# Jan Rypka
Jan Rypka (Kroměříž, 28 maggio 1886 – Praga, 29 dicembre 1968) è stato un turcologo e iranista ceco.

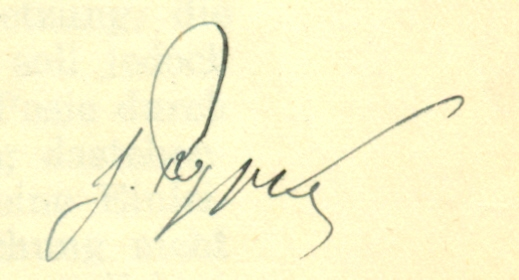
Firma di Jan Rypka

Jan Rypka, PhD, Dr.Sc. è stato un orientalista, traduttore, docente di Iranistica e Turcologia presso l'Università di Praga.

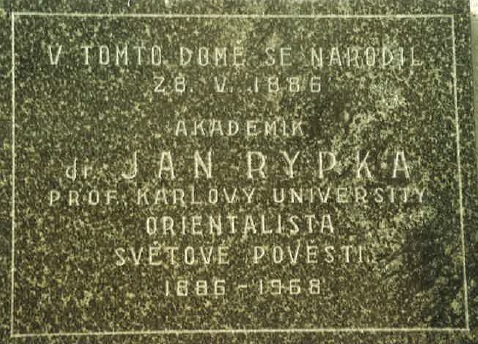
Targa commemorativa sulla sua casa natale a Kromeriz

Jan Rypka partecipò al Millenario celebrativo di Ferdowsi a Tehran nel 1934.

## Biografia

### Gioventù
Il padre di Rypka era un piccolo uomo d'affari. Da bimbo gli fu regalato il libro delle Mille e una notte ed egli descrisse l'effetto che l'opera aveva avuto su di lui come se avesse sentito un soffio di "forze misteriose". Dopo aver terminato gli studi, s'immatricolò nell'Università di Vienna. Si diplomò in "Studi orientali" e nel 1910 ottenne la laurea in "Lingue islamiche".
Dopo la laurea fece piccoli lavori di traduzione di testi orientali, ma presto abbandonò quell'occupazione per un lavoro migliore, anche se non legato al suo retroterra culturale orientalistico, in quanto fu nominato nell'ufficio stampa universitario e della corte di Vienna. Rypka si trasferì a Praga in seguito all'istituzione dello Stato indipendente cecoslovacco. Lì si dedicò appieno agli studi orientalistici e operò per breve periodo come impiegato statale, ma nell'aprile del 1921 trovò lavoro come bibliotecario. Quella stessa estate prese un anno sabbatico per recarsi a Costantinopoli. Rypka riomase lì per circa un anno e mezzo. In quell'antichissima città trovò ampie opportunità per conoscere e capire approfonditamente l'Oriente: un'esperienza che travasò nel libro che scrisse sul suo soggiorno in Turchia.

### Ritorno da Costantinopoli
Rypka, ancora una volta, operò al Ministero dell'Educazione, Gioventù e Sport della Repubblica cecoslovacca dopo essere otnato da Costantinopoli. Cominciò a lavorare sulla poesia turca, analizzando la produzione di poeti quali Sabit e Bâkî (pseudonimo di Mahmud Abdülbâkî, morto nel 1526). Negli anni Trenta del XX secolo, Rypka si concentrò sulla poesia persiana. La personalità centrale delle sue ricerche fu il poeta di lingua persiana di Ganje (attuale Azerbaigian) Niẓāmī. 
Un altro oggetto del suo interesse fu il grande poeta persiano medievale Ferdowsi. Nell'autunno del 1934 Rypka fu invitato dal governo iraniano a partecipare alle celebrazioni del Millenario della nascita dell'autore dello Shāhnāmeh e questo gli fornì il destro per trattenersi per un anno intero in Iran, conducendovi le sue ricerche. Scrisse di questo suo anno in Iran nel popolare libro Iranian Pilgrim.

## L'Istituto Orientale
Rypka fu l'anima motrice dell'Istituto Orientale, di cui fu uno dei primi membri. Egli contribuì al suo sviluppo, non solo a quello della rivista, sia come redattore, sia come consulente e patrono per i suoi preziosi archivi (che porteranno alla pubblicazione dell'apprezzata rivista scientifica Archiv orientální) nelle fasi iniziali di attività dell'Ente.

## Opere
Nel 1939 Rypka fu nominato Preside della Facoltà di Lettere dell'Università di Praga. Nel corso del suo mandato, egli concentrò la sua attenzione sui poeti persiani, specialmente su Labbibi e Farrukhi Sistani. La sua più importante realizzazione fu il lavoro sulla storia della letteratura tagica e persiana, pubblicata nel 1956, accolto molto positivamente dall'ambiente degli studiosi iranisti e tradotto in diverse lingue.